# Nicola Badalucco

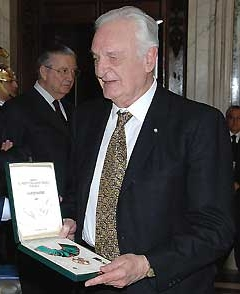
Nicola Badalucco bei der Verleihung des Verdienstordens der Italienischen Republik im Quirinalspalast (2005)

Nicola Badalucco (* 13. Mai 1929 in Mailand; † 17. Juni 2015 in Rom) war ein italienischer Drehbuchautor.

## Leben und Wirken
Badalucco wuchs in Trapani auf. Er studierte Rechtswissenschaften an der Universität Palermo und arbeitete einige Jahre als Rechtsanwalt. 1954 zog er nach Rom und begann für Filmzeitschriften wie Cinema nuovo und Bianco e nero zu schreiben.
1966 gab Badalucco den Journalismus auf und wandte sich dem Verfassen von Drehbüchern zu. Nach einer zufälligen Begegnung mit Regisseur und Drehbuchautor Luchino Visconti bekam er die Möglichkeit, mit ihm und Enrico Medioli an dem Originaldrehbuch zum Film Die Verdammten zu arbeiten. Für ihre Leistung wurden sie nach Erscheinen des Films mit einer Oscar-Nominierung ausgezeichnet. Im Anschluss schrieben Badalucco und Visconti das Drehbuch zu der erfolgreichen Thomas-Mann-Adaption Tod in Venedig.
In den folgenden Jahren verfasste Badalucco Drehbücher für über 30 Spielfilme. Er arbeitete mit italienischen Regisseuren wie Mauro Bolognini, Giuliano Montaldo und Damiano Damiani zusammen.
Von 1982 bis 1996 war er Dozent für das Fach Drehbuch im Centro Sperimentale di Cinematografia in Rom.

## Auszeichnungen (Auswahl)
- 1970: Oscar-Nominierung in der Kategorie „Bestes Originaldrehbuch“ für Die Verdammten
- 2004: Verdienstorden der Italienischen Republik, Ordensklasse „Commendatore“[4]

## Filmografie (Auswahl)
- 1969: Die Verdammten (La caduta degli dei)
- 1971: Tod in Venedig (Morte a Venezia)
- 1972: Der Sizilianer (Torino nera)
- 1974: Zwei Fäuste des Himmels (Uomini duri)
- 1975: Das ganz große Ding (Babysitter)
- 1976: Abrechnung in San Franzisko (Gli esecutori)
- 1976: Agnes geht in den Tod (L’Agnese va a morire)
- 1977: Ich habe Angst (Io ho paura)
- 1978: Der tödliche Kreis (Circuito chiuso) (Fernsehfilm)
- 1978: Goodbye und Amen (Goodbye e amen)
- 1979: Ein Mann auf den Knien (Un uomo in ginocchio)
- 1979: Wechselvolle Jahre (Anni struggenti)
- 1980: Die tödliche Warnung (L’avvertimento)
- 1984: Allein gegen die Mafia (La piovra) (Fernsehserie)
- 1985: Der Duce und ich (Mussolini and I) (Fernsehfilm)
- 1987: Farewell Moskau (Mosca addio)
- 1987: Brille mit Goldrand (Gli occhiali d’oro)
- 1988: Das Geheimnis der Sahara (Il segreto del Sahara)
- 1991: Die Geier warten schon (L’avvoltoio può attendere)
- 1991: Rossini! Rossini!
- 1995: Das gebrochene Schweigen (Non parlo più) (Fernsehfilm)
- 1996: Bedrohliche Schatten (La casa dove abitava Corinne) (Fernsehfilm)
- 2009: Sisi (Fernsehfilm)